# Galatasaray TV
La chaîne de télévision Galatasaray TV (GSTV), est la chaine sportive du club omnisports de Galatasaray SK. Elle est diffusée par le bouquet Digiturk. Elle a débuté par des émissions de test le 15 janvier 2006. Le 18 janvier 2006, elle passe à sa vrai diffusion d'émission 24h/24h. La chaîne diffuse uniquement les infos du club de Galatasaray SK principalement le football, mais aussi le Basket-ball, le Volley-ball, tous les sports pratiqué par le club omnisports de Galatasaray SK. La chaîne diffuse souvent des reportages réalisés avec les joueurs, les anciens matchs de football européens et championnat de Turquie de Galatasaray SK, entre autres elle diffuse en direct les matchs de l'équipe des jeunes de Galatasaray SK PAF, les matchs de basket-ball et volley-ball féminine et masculine.
Mais depuis juin 2009, elle est plus sur le satellite et ni sur D-Smart et du groupe Dogan car elle a été rachetée par Digiturk en juin 2009 en raison de l'économie du club donc depuis cette année la chaîne de Galatasaray TV est payant car elle est dans le bouquet Digiturk (30€ par mois pour s'offrir les chaînes Digiturk dont GSTV).
Les studios de Galatasaray TV se situent dans Digiturk, mais la chaîne possède aussi des studios dans le camp d'entraînement de Galatasaray SK à Florya, et aussi au stade Türk Telekom Arena.
Le studio qui est situé à Florya permet de diffuser les entraînements de l'équipe de football en direct. La construction du studio au camp d'entraînement de Florya a été offerte par l'association GSIAD (l'Association des Hommes d'Affaires de Galatasaray). Le studio situé au stade Türk Telekom Arena permet de réaliser des reportages avant et après les matchs de football, mais ne permet pas la diffusion en direct des matchs car les droits TV sont la propriété de Digiturk.

## Les Programmes
| - 8.Gün (8e Jour) - Ajanda (Agenda) - Aktüel (Actuel) - Analiz (Analyse) - Aslan Yuvası (Les Lionceaux) - Avrupadan Futbol (Le Football en Europe) - Bank Asya 1.Ligi (La Deuxième Division de Turquie) - Basketbol Dünyası (Le Monde du Basket-ball) - Basın Külübü (La Presse) - Branş Maçı (Le Match de la Branche Sportive) - Branş Raporu (L'Analyse de la Branche Sportive) - Çıldırın Parti (Les Festivités du Titre de champion de Turquie dans tout le pays) - D Yorum (Synthèse des Journalistes Sportifs) - Dip Not - Florya Günlüğü (La Journée a Florya) | - Galatasaray Hastanesi (l'Hôpital de Galatasaray) - Gündem (l'Info de la Semaine) - Haber (Les Infos) - İddaalı Futbol (Pronostiques des Matchs) - Kaleydoskop (Kaléïdoscope) - Maç Başlıyor (Avant Match) - 90+ Maç Sonu (Après Match) - Maçın Hikayesi (Jour de Match) - PAF Ligi (Équipe Junior, Galatasaray PAF) - Sarı Kirmizi Gündem (L'Actualité des Sang et Or) - Sultaniden Zirveye (Du Sultanat a la Victoire Européenne) - Unutulmaz Anlar (Les Moments inoubliables) - Voleybol Dünyası (Le Monde du Volley-ball) - Yenigün (Nouvelle Journée) |

## Les commentateurs et présentateurs
| - Adnan Paşaoğlu - Burcu Baber - Can Erbesler - Derya Aydoğan | - Melisa Çizmeci - Mustafa Muratoğlu - Veli Yiğit - Yakup Çınar |

## Diffusion
- GSTV n'est plus sur le satellite en raison du rachat de Digiturk
- GSTV par le Bouquet Digitürk : Canal 75
- GSTV par le Câble : Pas de diffusion
- GSTV par Internet : Accès payant